# Dasyhelea algarum
Dasyhelea algarum är en tvåvingeart som beskrevs av Jean-Jacques Kieffer 1924. Dasyhelea algarum ingår i släktet Dasyhelea och familjen svidknott.
Artens utbredningsområde är Tyskland. Inga underarter finns listade i Catalogue of Life.